# Соколов, Аполлон Алексеевич
Аполло́н Алексе́евич Соколо́в (1809—1882) — писатель, воспитанник Московской духовной академии, преподаватель в Казанской, затем в Ярославской семинарии; поместил много статей в ярославских губернских и епархиальных ведомостях.
Соколов, Аполлон Алексеевич // Энциклопедический словарь Брокгауза и Ефрона : в 86 т. (82 т. и 4 доп.). — СПб., 1890—1907.